# Ibba Laajab
Abdurahim "Ibba"Laajab (Imzouren, 21 de maio de 1985) é um futebolista norueguês que atua como atacante. Atualmente joga pelo Omiya Ardija.

## Carreira
Nascido no Marrocos, Ibba Laajab mudou-se para a Noruega em junho de 1985. iniciou a carreira em 2003, no Skeid. Com exceção de uma passagem pelo time reserva do Borussia Mönchengladbach na temporada 2006–07, atuou por mais tempo em clubes das divisões de acesso da Noruega (Drøbak/Frogn, Sørumsand, Notodden, Mjøndalen e  Strømmen), além de ter passagens por 2 equipes tradicionais do país, o Vålerenga e o Bodø/Glimt, que duraram pouco tempo (6 e 5 jogos, respectivamente).
Em 2015, teve sua primeira experiência fora da Europa, defendendo o Hebei China Fortune em 30 partidas e fazendo 8 gols. No ano seguinte, assinou com o Yokohama FC, pelo qual atuou em 158 partidas e fez 78 gols, sendo o maior artilheiro na história do Fulie (na temporada 2017 da J2 League, foi o principal goleador da competição, com 25 gols).
Fora dos planos do técnico Takahiro Shimotaira, que o utilizou em apenas 3 partidas oficiais na temporada 2020 (1 na J-League e outras 2 pela Copa da Liga Japonesa), deixou o Yokohama em agosto do mesmo ano para assinar com o Omiya Ardija, da J2 League (segunda divisão).

## Passagem pelo futsal
Além do futebol de campo, Ibba Laajab teve passagem bem-sucedida pela Seleção Norueguesa de Futsal entre 2011 e 2015, tendo participado de 20 jogos e deixando 19 bolas nas redes adversárias.

## Títulos
Bodø/Glimt
- Segunda Divisão norueguesa: 1 (2013)

### Artilharias
- Artilheiro da J2 League de 2017 (25 gols)
- Maior artilheiro da história do Yokohama FC (78 gols)